# 酒場ミモザ
『酒場ミモザ』（さかばみもざ）は、とだともこ作の漫画。「月刊アフタヌーン」誌1992年11月号にて読み切りとして初掲載、その後1993年4月 - 1996年11月号まで連載されていた。雑誌連載時のキャッチフレーズは「読めばホッコリする漫画」。単行本は全4巻。

## 概要
京都三条にある椅子7席のみの古びたバー「ミモザ」。そこを舞台として初老のマスターと、常連の主人公（女性。売れない画家）やその他の常連客の交流模様を、京都に今も息づく風俗・風物詩・人情等をからめてあたたかく描いている。

## 主な登場人物
主人公（名前不明）
ミモザの常連で京都出身、本作品の語り手的位置にある人物。京都市立芸術大学美術学部美術科卒の売れない画家（専攻は洋画）。現在はアルバイトで生計を立てている（アルバイト自体やそこで経験した事柄が、本作品中のエピソードに関係することもある）。酒好き。
マスター
「ミモザ」店主で、姓は木村（名前は不明）。敦賀出身。中学卒業後1年ほど国鉄（現JR）に勤務したのち、京都のアンコ屋に就職する。27歳で独立、ミモザのマスターとなって現在に至る。温厚な人格者で、なかなかの酒豪である様子（酔っ払うと、さらに面白くなるらしい）。また料理が得意で、バーのお客に「さばずし」「ばらずし（ちらしずし）」「にしんずし」「芋棒（たらの干物と里芋の煮物）」等の手料理をふるまうことが多い。妻とやよい（姉）、夕子（妹）という娘の4人家族。
ハセさん
ミモザの常連で京都出身。主人公とも仲が良く、しばしば連れ立って飲んでいる。
師岡先生
常連の一人で大学教授。常連達で結成された「日本酒乱党」顧問。
前川さん
常連。酒癖が悪いらしく、出入り禁止の店が多い。マスターにもらった鴨の卵を自力で孵化させ、生まれた雛を「キョーコ」と名付けてかわいがる一面も。「日本酒乱党」名誉総裁。
しの
常連の一人で生粋の「京女」。父親の経営する料理屋で働いている。
英太郎
しのの父親でやはり常連の一人。もとは大阪で株屋をやっていたが、「料理も含めて芸事が好きで好きで」とうとう板前になり、京都に店を出した。文楽も好き。
白河
常連の一人でなりたてのミステリー作家。
マサミ
白河の妻で日本画家（京都芸大卒で主人公の先輩にあたる）。かなりの酒豪らしい。
谷
白河やマサミの京都芸大時代の同級生。豆腐屋の息子で、腐乳の味に触発されて豆腐料理専門店を開店する。
建壁（カベさん）
時代劇専門の脚本家。東京在住だがミモザの常連。
小菊
カベさんが町で見かけて一目ぼれした女性。会員制バー「半平太」を切り盛りしている。実はミモザの遅い時間帯の常連客だった。最終話でカベさんと結婚することが判明。
辻
常連の一人。初登場時（17話）には転勤のため韓国在住。松茸をたくさん買いたいというマスターを、日本より安く買える韓国に招待する（18・19話参照）。同僚に金範俊という人物がおり、妻の姉とお見合いするのを仲介する。
金明子（キム・ミョンジャ）
辻の妻。在日韓国人で現在は夫の転勤について韓国在住。金良枝（キム・ヤンジ）という姉がいる。
トオル
新京極通りで露天商を営む青年で常連の一人。23歳。滋賀県大津市出身。マスターがかわいがっている。
スティーブ
アメリカから東洋美術の研修のため来京していた、博物館の学芸員。マスターの娘・夕子の恋人で、のちに婚約する。

## 備考
- ミモザのモデルとなったバーは「リラ亭」といい、1957年から京都の三条に実在した。加藤登紀子の「時代おくれの酒場」のモデルにもなったが、1990年3月にマスターの死去にともない閉店した。
- コミックスは全4巻刊行されたが、現在は絶版（2010年に文庫化）。その後、おそらく2019年より電子出版が各社から発売されている。
- 雑誌連載当時は京都建都1200年にあたり、記念事業にともなう建設ラッシュで京都の町並みが大きく変貌している最中だった。作品中においても、この当時の雰囲気が濃厚に反映されている。
- 最終話のマスターと常連達が一緒に歌うシーンでは、雑誌掲載時は「○と△の歌」（武満徹作）だったのが、コミックス収録時は「時代遅れの酒場」に変更された（歌詞のみ、絵はそのまま）。